# چارلی بارکر (بازیکن فوتبال)
چارلی بارکر (انگلیسی: Charlie Barker؛ زادهٔ ۱۲ فوریهٔ ۲۰۰۳) بازیکن فوتبال است.